# Проба із затримкою дихання при гіпервентиляції
Проба із затримкою дихання при гіпервентиляції - функціональна проба для оцінки зовнішнього дихання.

## Процедура проведення проби
Після середнього по глибині вдиху відбувається видих і затримується дихання.
Згодом після глибокого рівномірного дихання протягом 45 с. знову затримують дихання. Час затримки дихання у здорових людей, які не займаються спортом, після гіпервентиляції значно збільшується, а при функціональних змінах майже не змінюється чи навіть зменшується. Час затримки дихання при видиханні після гіпервентиляції у тренованих спортсменів становить 50-80 с., а в деяких випадках сягає 90—120 с.. За допомогою цього показника можна аналізувати зміну рівня тренованості спортсменів.
При розвитку тренованості показники проби збільшуються, що може свідчити про зумовлену адаптацію організму до гіпоксемії (пониженому вмісті кисню в крові).
| {{{alt}}} | Це незавершена стаття з фізіології. Ви можете допомогти проєкту, виправивши або дописавши її. |